# Климово (Киржачский район)
Кли́мово — деревня в Киржачском районе Владимирской области России, входит в состав Горкинского сельского поселения.

## География
Деревня расположена на берегу реки Шерна в 2 км на север от центра поселения посёлка Горка и в 13 км на север от райцентра города Киржач.

## История
В XIX — начале XX века деревня входила в состав Махринской волости Александровского уезда, с 1926 года — в составе Киржачской волости. В 1859 году в деревне числилось 19 дворов, в 1905 году — 28 дворов, в 1926 году — 40 дворов.
С 1929 года деревня входила в состав Бельковского сельсовета Киржачского района, с 1971 года — в составе Илькинского сельсовета, с 2005 года — в составе Горкинского сельского поселения.

## Население
| 1859 | 1905 | 1926 | 2002 | 2010 | 2021 |
| ---- | ---- | ---- | ---- | ---- | ---- |
| 112  | ↗174 | ↘150 | ↘57  | ↗68  | ↘28  |